# Si j’avais au moins…
Si j’avais Au Moins… (с фр. — «Если я, по крайней мере…») — песня французской певицы Милен Фармер, изданная в 2008 году в альбоме Point de Suture. Стихи написаны самой певицей, музыка Лорана Бутонна. В 2009 году песня издана в виде сингла, а также в концертной версии в альбоме N° 5 on Tour. На телевидении прозвучала 17 января 2009 года во время NRJ Music. Получила положительные отзывы и дебютировала под номером один во французском Singles Chart.
В клипе на эту песню Милен Фармер выступает в роли освободительницы лабораторных животных, что перекликается с клипом Désenchantée, где она освобождает детей-беспризорников из рабства. Клип является частью короткометражного фильма The Farmer Project (2009), вместе с клипом Dégénération.